# René Brülhart
Pour les articles homonymes, voir Brülhart.
René Brülhart, né en 1972, est un avocat suisse originaire de Fribourg.

## Biographie
Élevé à Guin, il a étudié le droit à l'université de Fribourg entre 1993 et 1997.
Il a dirigé l'unité de renseignements financiers du Liechtenstein de 2004 à 2012 et a été vice-président du groupe Egmont de 2010 à 2012.
Directeur de l'Autorité d'information financière (AIF) du Vatican depuis novembre 2012 (nommé par le pape Benoît XVI), il s'attache à réformer l'institution et la lutte contre le blanchiment. Il en est nommé président par le pape François le 19 novembre 2014 pour cinq années,. Il est la première personne laïque à exercer ce poste jusqu'au 18 novembre 2019,,.
En 2019, il est mis en cause dans une affaire de détournement de fonds et d'usage illicite de fonds du Saint-Siège,,.
Surnommé le "James Bond de la finance", il est depuis consultant indépendant.